# 행정구제
행정구제(行政救濟)는 행정기관이 국민의 권익을 침해했을 경우 그 국민이 행정청이나 법원에 대해 구제를 요청하는 것이다. 행정 기관의 작용으로 인하여 권익을 침해당한 자가 행정기관이나 법원에 대하여 원상회복인 당해 행정작용의 시정 및 손해의 전보(塡補)를 구하는 절차를 말한다. 즉 행정 구제는 크게 행정상 손해배상과 행정쟁송으로 나뉜다.